# Liste der isländischen Meister im Schach
Die Liste der isländischen Meister im Schach enthält die Sieger aller isländischen Einzelmeisterschaften.

## Allgemeines
Der Titel des isländischen Meisters wurde erstmals 1913 ausgespielt, seitdem wird der Wettbewerb (außer in den Jahren 1939 und 1955, in denen der Titel kampflos an den Titelverteidiger vergeben wurde) jährlich ausgetragen. Rekordmeister ist Hannes Stefánsson, der den Titel zwölfmal gewann.
Die Meisterschaft der Frauen wird seit 1975 ausgetragen und findet seitdem jährlich statt. Rekordmeisterin ist Guðfríður Lilja Grétarsdóttir mit elf Titeln.

## Isländische Meister
| Jahr | Meister                    |
| ---- | -------------------------- |
| 1913 | Pétur Zóphóníasson         |
| 1914 | Pétur Zóphóníasson         |
| 1915 | Pétur Zóphóníasson         |
| 1916 | Pétur Zóphóníasson         |
| 1917 | Pétur Zóphóníasson         |
| 1918 | Eggert Gilfer              |
| 1919 | Stefán Ólafsson            |
| 1920 | Eggert Gilfer              |
| 1921 | Stefán Ólafsson            |
| 1922 | Stefán Ólafsson            |
| 1923 | Frímann Óskarsson          |
| 1924 | Sigurður Jónsson           |
| 1925 | Eggert Gilfer              |
| 1926 | Sigurður Jónsson           |
| 1927 | Eggert Gilfer              |
| 1928 | Einar Þorvaldsson          |
| 1929 | Eggert Gilfer              |
| 1930 | Hannes Hafstein            |
| 1931 | Ásmundur Ásgeirsson        |
| 1932 | Jón Guðmundsson            |
| 1933 | Ásmundur Ásgeirsson        |
| 1934 | Ásmundur Ásgeirsson        |
| 1935 | Eggert Gilfer              |
| 1936 | Jón Guðmundsson            |
| 1937 | Jón Guðmundsson            |
| 1938 | Baldur Möller              |
| 1939 | Baldur Möller              |
| 1940 | Einar Þorvaldsson          |
| 1941 | Baldur Möller              |
| 1942 | Eggert Gilfer              |
| 1943 | Baldur Möller              |
| 1944 | Ásmundur Ásgeirsson        |
| 1945 | Ásmundur Ásgeirsson        |
| 1946 | Ásmundur Ásgeirsson        |
| 1947 | Baldur Möller              |
| 1948 | Baldur Möller              |
| 1949 | Guðmundur Arnlaugsson      |
| 1950 | Baldur Möller              |
| 1951 | Lárus Johnsen              |
| 1952 | Friðrik Ólafsson           |
| 1953 | Friðrik Ólafsson           |
| 1954 | Guðmundur Guðmundsson      |
| 1955 | Guðmundur Guðmundsson      |
| 1956 | Ingi Randver Jóhannsson    |
| 1957 | Friðrik Ólafsson           |
| 1958 | Ingi Randver Jóhannsson    |
| 1959 | Ingi Randver Jóhannsson    |
| 1960 | Freysteinn Þorbergsson     |
| 1961 | Friðrik Ólafsson           |
| 1962 | Friðrik Ólafsson           |
| 1963 | Ingi Randver Jóhannsson    |
| 1964 | Helgi Ólafsson Senior      |
| 1965 | Guðmundur Sigurjónsson     |
| 1966 | Gunnar Kristinn Gunnarsson |
| 1967 | Björn Þorsteinsson         |
| 1968 | Guðmundur Sigurjónsson     |
| 1969 | Friðrik Ólafsson           |
| 1970 | Ólafur Magnússon           |
| 1971 | Jón Kristinsson            |
| 1972 | Guðmundur Sigurjónsson     |
| 1973 | Ólafur Magnússon           |
| 1974 | Jón Kristinsson            |
| 1975 | Björn Þorsteinsson         |
| 1976 | Haukur Angantýsson         |
| 1977 | Jón Loftur Árnason         |
| 1978 | Helgi Ólafsson             |
| 1979 | Ingvar Ásmundsson          |
| 1980 | Jóhann Hjartarson          |
| 1981 | Helgi Ólafsson             |
| 1982 | Jón Loftur Árnason         |
| 1983 | Hilmar Karlsson            |
| 1984 | Jóhann Hjartarson          |
| 1985 | Karl Þorsteins             |
| 1986 | Margeir Pétursson          |
| 1987 | Margeir Pétursson          |
| 1988 | Jón Loftur Árnason         |
| 1989 | Karl Þorsteins             |
| 1990 | Héðinn Steingrímsson       |
| 1991 | Helgi Ólafsson             |
| 1992 | Helgi Ólafsson             |
| 1993 | Helgi Ólafsson             |
| 1994 | Jóhann Hjartarson          |
| 1995 | Jóhann Hjartarson          |
| 1996 | Helgi Ólafsson             |
| 1997 | Jóhann Hjartarson          |
| 1998 | Hannes Stefánsson          |
| 1999 | Hannes Stefánsson          |
| 2000 | Jón Viktor Gunnarsson      |
| 2001 | Hannes Stefánsson          |
| 2002 | Hannes Stefánsson          |
| 2003 | Hannes Stefánsson          |
| 2004 | Hannes Stefánsson          |
| 2005 | Hannes Stefánsson          |
| 2006 | Hannes Stefánsson          |
| 2007 | Hannes Stefánsson          |
| 2008 | Hannes Stefánsson          |
| 2009 | Henrik Danielsen           |
| 2010 | Hannes Stefánsson          |
| 2011 | Héðinn Steingrímsson       |
| 2012 | Þröstur Þórhallsson        |
| 2013 | Hannes Stefánsson          |
| 2014 | Guðmundur Kjartansson      |
| 2015 | Héðinn Steingrímsson       |
| 2016 | Jóhann Hjartarson          |
| 2017 | Guðmundur Kjartansson      |
| 2018 | Helgi Áss Grétarsson       |
| 2019 | Hannes Stefánsson          |
| 2020 | Guðmundur Kjartansson      |
| 2021 | Hjörvar Steinn Grétarsson  |
| 2022 | Hjörvar Steinn Grétarsson  |
| 2023 | Vignir Vatnar Stefánsson   |
| 2024 | Helgi Áss Grétarsson       |
| 2025 | Vignir Vatnar Stefánsson   |

### Trivia
- Der Meister von 2023 und 2025 Vignir Vatnar Stefánsson ist der Ururenkel des ersten isländischen Meisters von 1913.[4]

## Isländische Meisterinnen der Frauen
| Jahr | Meisterin                        |
| ---- | -------------------------------- |
| 1975 | Guðlaug Þorsteinsdóttir          |
| 1976 | Birna Norðdahl                   |
| 1977 | Ólöf Þráinsdóttir                |
| 1978 | Ólöf Þráinsdóttir                |
| 1979 | Áslaug Kristinsdóttir            |
| 1980 | Birna Norðdahl                   |
| 1981 | Sigurlaug Friðþjófsdóttir        |
| 1982 | Guðlaug Þorsteinsdóttir          |
| 1983 | Áslaug Kristinsdóttir            |
| 1984 | Ólöf Þráinsdóttir                |
| 1985 | Guðfríður Lilja Grétarsdóttir    |
| 1986 | Guðfríður Lilja Grétarsdóttir    |
| 1987 | Guðfríður Lilja Grétarsdóttir    |
| 1988 | Guðfríður Lilja Grétarsdóttir    |
| 1989 | Guðlaug Þorsteinsdóttir          |
| 1990 | Guðfríður Lilja Grétarsdóttir    |
| 1991 | Guðfríður Lilja Grétarsdóttir    |
| 1992 | Guðfríður Lilja Grétarsdóttir    |
| 1993 | Guðfríður Lilja Grétarsdóttir    |
| 1994 | Áslaug Kristinsdóttir            |
| 1995 | Ína Björg Árnadóttir             |
| 1996 | Anna Björg Þorgrímsdóttir        |
| 1997 | Guðfríður Lilja Grétarsdóttir    |
| 1998 | Ingibjörg Edda Birgisdóttir      |
| 1999 | Ingibjörg Edda Birgisdóttir      |
| 2000 | Harpa Ingólfsdóttir              |
| 2001 | Guðfríður Lilja Grétarsdóttir    |
| 2002 | Guðlaug Þorsteinsdóttir          |
| 2003 | Guðfríður Lilja Grétarsdóttir    |
| 2004 | Harpa Ingólfsdóttir              |
| 2005 | Guðlaug Þorsteinsdóttir          |
| 2006 | Lenka Ptáčníková                 |
| 2007 | Guðlaug Þorsteinsdóttir          |
| 2008 | Hallgerður Helga Þorsteinsdóttir |
| 2009 | Lenka Ptáčníková                 |
| 2010 | Lenka Ptáčníková                 |
| 2011 | Elsa María Kristínardóttir       |
| 2012 | Lenka Ptáčníková                 |
| 2013 | Lenka Ptáčníková                 |
| 2014 | Lenka Ptáčníková                 |
| 2015 | Lenka Ptáčníková                 |
| 2016 | Lenka Ptáčníková                 |
| 2017 | Lenka Ptáčníková                 |
| 2018 | Lenka Ptáčníková                 |
| 2019 | Lenka Ptáčníková                 |
| 2020 | Lenka Ptáčníková                 |
| 2021 | Lenka Ptáčníková                 |
| 2022 | Lenka Ptáčníková                 |
| 2023 | Olga Prudnykova                  |
| 2024 | Olga Prudnykova                  |

## Isländische Meister im Fernschach
1. Jón Pálsson – Kristján Guðmundsson (1974–1976)
2. Frank Herlufsen (1978–1980)
3. Hannes Ólafsson (1979–1981)
4. Ärni Stefánsson (1980–1982)
5. Jón Pálsson (1981–1983)
6. Haukur Kristjánsson (1982–1984)
7. Jón Þór (1983–1985)
8. Ingimar Halldórsson (1984–1986)
9. Jón Kristinsson (1985–1987)
10. Jón Kristinsson (1986–1988)
11. Árni Stefánsson (1987–1989)
12. Áskell Kárason (1988–1990)
13. Bjarni Magnússon – Jón Kristinsson (1989–1991)
14. Kristján Guðmundsson (1990–1992)
15. Kári Sólmundarson (1991–1993)
16. Magnús Gunnarsson – Baldur Fjölnisson (1992–1994)
17. Jón Kristinsson (1994–1996)
18. Vigfús Vigfússon (1997–1999)
19. Gísli Gutunlaugsson – Hördur Garðarsson (1998–2000)
20. Jónas Jónasson (2002–2004)
21. Jónas Jónasson (2006–2008)[8]
22. Árni Kristjánsson (2010–2012)[9]